# Poisson-lime rond
Brachaluteres ulvarum
Espèce
Le poisson-lime rond (Brachaluteres ulvarum) est une espèce de poissons marins de la famille des Monacanthidae.
Le Poisson-lime rond est une espèce de poisson endémique du sud du Japon. 
Sa taille maximale est de 7,5 cm.